# Karabulak, Ingușeția
Karabulak (rusă Карабулак) este un oraș în partea de sud-est a Federației Ruse, în Ingușetia, situat la o distanță de 20 km nord de Magas. La recensământul din 2010 avea o populație de 31.081 locuitori. A fost fondat ca sat în anul 1859. Este oraș din anul 1995, anii războiului din Cecenia triplând populația orașului datorită exodului de refugiați.

## Economie
Principala ramură industrială prezentă în oraș este chimia reprezentată de GO Khimpron, care produce reactivi chimici.

Orașul este localizat pe linia de cale ferată Beslan - Groznâi - Gudermes, cu gara construită în 1894. La sud de oraș, trece M29, arteră ce leagă Rostov-pe-Don cu frontiera azeră.